# Nicolas Oliveira
Nicolas Nilo César de Oliveira (Belo Horizonte, 4 de agosto de 1987) es un nadador brasileño.

## Biografía

### 2006-2008
Oliveira nadó en el Campeonato Pan-Pacífico de Natación de 2006, donde terminó sexto en el relevo 4 × 200 m libre, 14 en el 100 m libre, 25 en el 200 m libre, y fue descalificado en el 4 × 100 m libre.
Su primera aparición en los Campeonatos Mundiales, fue en el Campeonato Mundial de Natación de 2007, celebrado en Melbourne, donde ayudó a la 4×100 y 4 × 200 m libre brasileños para calificar para el Juegos Olímpicos de Pekín 2008. Nilo obtuvo el puesto 46 en los 50 metros libre, 26 en los 100 metros libre, 17 en 200 metros libre, octavo en el 4 × 100 metros libres, y 11 en el 4 × 200 metros libres.
En Juegos Panamericanos de 2007, ganó la medalla de oro en el relevo 4 x 100 metros libre y en los 4x200 metros libre. También ocupó el cuarto lugar en el estilo libre de 200 metros.

### Juegos Olímpicos de 2008
En Juegos Olímpicos de Pekín 2008, participó en el 4 × 100 m libre (donde fue descalificado), 4 × 200 m libre (puesto 16), y 4 × 100 m estilos (puesto 14).

### 2009-2012
En Campeonato Mundial de Natación de 2009 en Roma, junto con César Cielo, Guilherme Roth y Fernando Silva, Oliveira terminó cuarto en el 4 × 100 m libre. Con Thiago Pereira, Rodrigo Castro y Lucas Salatta, llegó al lugar 10 en el 4 × 200 m libre. También fue en la final de 100 metros libre, terminando octavo lugar, y terminó en el puesto 18 en el 200 metros libre.
En agosto de 2010, en Campeonato Pan-Pacífico de Natación en Irvine, Nicolas terminó quinto en el 4 × 200 m libre, 12 en el 100 metros libre y 22 en el 200 metros libre.
En el Campeonato Mundial de Natación en Piscina Corta de 2010, en Dubái, Oliveira, junto con César Cielo, Marcelo Chierighini y Nicholas Santos, ganó el bronce en la prueba de 4 x 100 libre con el tiempo 3m05s74, récord sudamericano, dejando atrás el equipo de Estados Unidos. También ganó la medalla de bronce en los 4 × 100 m estilos, al participar en la calificación.
En Campeonato Mundial de Natación de 2011, celebrado en Shanghái, Nilo terminó 13 en el 200 m libre, noveno en el 4 × 100 m libre, y 14 en el 4 × 200 m libre.
Nicolas estaba en Universiadas de 2011, donde ganó la medalla de plata en el relevo 4 × 100 m libre.
En los Juegos Panamericanos de 2011 en Guadalajara, Nilo ganó la medalla de oro en los 4 × 100 metros libres y plata en el 4 × 200 metros libres. También llegó en el noveno lugar en los 200 metros libre.

### Juegos Olímpicos de 2012
Participó en Juegos Olímpicos de Londres 2012, en la prueba de relevo 4 x 100 m estilo libre, donde terminó en noveno lugar, y en 100 metros libre, donde terminó 24º.

### 2012-2016
La frustración por el resultado en Inglaterra (24 en el 100 metros libre) hizo el brasileño se retire de las piscinas durante seis meses. Oliveira pasó por un proceso difícil de reconstruir, pero él volvió a competir.
En el Campeonato Mundial de Natación de 2013 de Barcelona, terminó séptimo en los 4 x 100 metros libre, junto con Fernando dos Santos, Marcelo Chierighini y Vinicius Waked. En los 200 metros libre, Oliveira clasifica a las semifinales con el mejor momento de su vida sin súper trajes, 1m46s99. En las semifinales, nadó un medio segundo peor que el tiempo de calificación, terminando 11º. También terminó 11º en el relevo 4 × 200 m libre de Brasil, junto con João de Lucca, Fernando dos Santos y Vinicius Waked.
En Campeonato Pan-Pacífico de Natación de 2014 en Gold Coast, Australia, ganó una medalla de bronce en el 4 x 100 libre de Brasil, junto con Bruno Fratus, Marcelo Chierighini y João de Lucca. También terminó en quinto lugar en los 100 m libre, sexto en los 200 m libre, y 17 en el 50 m libre.
En los Juegos Panamericanos de 2015 en Toronto, Oliveira ganó una medalla de oro en los 4 x 200 metros libre, donde se batió el récord de los Juegos Panamericanos con un tiempo de 7:11.15, junto con Luiz Altamir Melo, Thiago Pereira y João de Lucca, y terminó quinto en los 200 metros libre. También ganó una medalla de oro en los 4 × 100 metros libre, participando en la calificación.
En el Campeonato Mundial de Natación de 2015, en Kazán, terminó 15º en los 4 × 200 metros libre, junto con João de Lucca, Thiago Pereira y Luiz Altamir Melo, y 22 en los 200 metros libre.